# スパンキープロダクション
スパンキープロダクション（Spunky Production）は、大阪市中央区に本社、東京都新宿区に東京事務所を持つ芸能事務所。

## 概要
- 2009年4月 ケーエープロダクションの前社長が独立し設立[1]。
- 2009年9月～2010年3月にかけて、若手芸人による道頓堀のstudio ZAZAにて毎日公演の昼公演を連日興行。
- 2010年11月、西心斎橋（アメリカ村）に、極小ライブハウス「秘密基地」をオープン。
- 2015年10月、タレント養成スクール『スパンキーエンターテインメントアカデミー』を開校。
- 2019年6月 東京事務所設立（東京都文京区）
- 2022年10月 東京事務所移転（東京都新宿区西新宿）

## 所属タレント
（※業務提携含む）
大阪
【お笑い/バラエティ】
- ひこーき雲（佐藤、岡田）
- ともだち （千葉、北川）
- ダンス・ダンス・ダンス（とだただし、山田さん）

- ＆ゴンザレス （コウキチ、ラモン）
- 三木あきら
- 単細胞
- ハッピー中尾
- 寿大判小判
- テツロー
- Men's石橋
- 町田恐怖症

【アーティスト/女優/アイドル】
- ザ☆ミルク（あすか・あい・ゆりこ）
- いけだ一紗
- あがぺる
- 大江亜矢

東京
【お笑い・バラエティ】
- スパイクシンフォニー
- サトー鈴木
- はやしだんち
- 今日からあだち！
- 平野”ザ・ラリアット”景悟
- じんじん丸
- カシミール
- 千葉タネヒデ
- トラノイズ

## 過去に所属していた主なタレント
- 月亭可朝（→フリー）
- 好田タクト（東京演芸協会）
- リップグリップ（→マセキ芸能社）
- にぼしいわし
- ボーカル
- ハクション中西
- センサールマン
- ナンプラー北川
- 関本ぶりき